# Landtagswahlkreis Rendsburg-Süd
Der Landtagswahlkreis Rendsburg-Süd (Wahlkreis 12) war ein Landtagswahlkreis in Schleswig-Holstein. Er umfasst vom Kreis Rendsburg-Eckernförde die Gemeinde Hohenwestedt und die Ämter Aukrug, Bordesholm, Hanerau-Hademarschen, Hohenwestedt-Land, Hohner Harde und Nortorfer Land. Zur Landtagswahl 2012 wird der Wahlkreis aufgelöst.

## Landtagswahl 2009
| Direktkandidat      | Partei     | Erststimmen in % | Zweitstimmen in % |
| ------------------- | ---------- | ---------------- | ----------------- |
| Hauke Göttsch       | CDU        | 41,7             | 36,0              |
| Ralf Stegner        | SPD        | 27,6             | 23,1              |
| Helmut Berger       | FDP        | 11,0             | 15,4              |
| Markus Wegner       | GRÜNE      | 9,0              | 11,0              |
| Hauke Paulsen       | SSW        | 4,6              | 4,7               |
| Karl-Heinz Strehlow | DIE LINKE. | 4,3              | 4,8               |
| -                   | PIRATEN    | -                | 1,7               |
| Rudolf Rosenthal    | NPD        | 1,1              | 1,0               |
| Wolfgang Manthei    | FW-SH      | 0,8              | 0,6               |
| -                   | RENTNER    | -                | 0,7               |
| -                   | FAMILIE    | -                | 0,9               |
| -                   | RRP        | -                | 0,1               |
| -                   | IPD        | -                | 0,0               |